# Sugar Bear
Sugar Bear est la mascotte publicitaire de la marque américaine de céréales Post Super Sugar Crisp (devenue par la suite Golden Crisp).

## Histoire
L'ours Sugar Bear est apparu dans les années 1940 comme mascotte de Sugar Crisp (plus tard connu sous le nom de Golden Crisp), une céréale produite par la société américaine General Foods sous la marque Post. L'ours original a été dessiné par Robert « Bob » Irwin, un graphiste de Post Cereal, et interprété dans des publicités animées, pendant 40 ans, par l'acteur Gerry Matthews. Il l'a interprété en imitant un personnage de Bing Crosby - un personnage aux yeux superficiels, facile à vivre, qui chantait les louanges de ses céréales sur l'air de Joshua Fit the Battle of Jericho. Il devient un personnage de la série d'animation américaine Linus the Lionhearted qui passe les samedis matins en 1964. La plupart des personnages de la série, sponsorisée par General Foods, étaient des mascottes des produits céréaliers Post (autorisés à l'époque, puis interdits par la Federal Trade Commission américaine).
Sugar Bear portait en temps normal un pull à col roulé bleu avec son nom sur le devant. Dans les années 1980, une bouchée des céréales Super Sugar Crisp le transformait en Super Bear musclé (cet alter ego était utilisé pour combattre les monstres qui volaient les céréales). Dans plusieurs publicités du milieu des années 1980, il use de simples gestes désinvoltes pour déjouer les tendances agressives d'autres animaux. Parmi les exemples, citons les spots de 1987 dans lesquels Sugar Bear chevauche un éléphant dans une jungle de tigres fougueux, joue au matador avec un taureau enragé et se bat avec des requins furieux dans l'océan. Sa rivale principale était une vieille dame appelée Granny Goodwitch, avec laquelle il s'engageait dans des compétitions complexes, faisant souvent appel à la ruse, à la magie et à la haute technologie pour décider qui d'eux deux obtiendrait une boîte de céréales. En fin de compte, Granny Goodwitch n'a jamais été en colère contre Sugar Bear. Parmi ses autres ennemis, citons Blob, dont le petit-déjeuner était composé de cornichons et de soda, et Sugar Fox, qui essayait toujours, sans succès, d'empêcher Sugar Bear d'obtenir sa boîte de Super Sugar Crisp.
Le personnage de l'ours Sugar Bear était suffisamment populaire pour avoir des jouets de luxe occasionnels. Un yo-yo et un cadenas ont été produits dans les années 1960, et même en 1993, une décoration de Noël le représentait, habillé en Père Noël. Des oursons en peluche miniatures parlants ont également été commercialisés au début des années 1990. Plus récemment[Quand ?], une figurine Wacky Wobbler a été publié par Funko Inc. Actuellement[Quand ?], l'ours Sugar Bear est illustré pour les boîtes de céréales par l'illustrateur commercial Seymour Schachter.

## Groupe musical
En 1971, le producteur Jimmy Bowen, les chanteurs Kim Carnes et Mike Settle, l'auteur-compositeur Baker Knight et d'autres ont créé un groupe de Bubblegum Pop  appelé les Sugar Bears. Un disque découpé dans du carton est produit et imprimé au dos de milliers de boîtes de céréales Super Sugar Crisp. Le disque illustré identifiait quatre membres: Sugar Bear, Honey Bear, Shoobee Bear et Doobee Bear. Cinq versions différentes du disque ont été imprimées, chacune avec l'une des cinq chansons figurant sur l'étiquette. Un album commercial, Presenting the Sugar Bears, et trois singles ont été publiés par Big Tree Records. L'une des chansons, You Are the One, atteint la 51e place du classement Billboard,.